# Sergio Romero
Sergio Germán Romero (Bernardo de Irigoyen, 22 de fevereiro de 1987) é um futebolista argentino que atua como goleiro. Atualmente joga no Boca Juniors.

## Carreira

### Racing
Romero conclui sua participação em categorias de base pelo Racing, clube que também se profissionalizou em jogo contra o Nueva Chicago.

### AZ Alkmaar
Em  24 de março de 2007 o AZ Alkmaar anunciou a contratação de Romero.

### Sampdoria
Mesmo a Sampdoria tendo sido rebaixada na temporada de 2010–11 a Serie B, foi anunciada sua transferência para a mesma no dia 22 de agosto de 2011.

### Monaco
Já no dia 17 de agosto de 2013, foi cedido por empréstimo de um ano, com opção de compra, para o Monaco.

### Manchester United
Foi contratado pelo Manchester United no dia 26 de julho de 2015, assinando por três temporadas, e chegou a ser reserva do espanhol David de Gea. No final da temporada 2020–21, após o seu contrato não ser renovado, saiu após 6 anos.
Sergio Romero nunca se firmou no Manchester United o guarda-redes chegou ao Old Trafford em 2015 e durante todo esse período, entrou em campo apenas 61 vezes, sofrendo 27 gols.

### Venezia
Em outubro de 2021, assinou contrato com o Venezia, porém após sofrer uma lesão não disputou o restante da temporada assim participando de apenas 14 partidas pelo clube da famosa cidade italiana.

### Boca Juniors
Em 8 de agosto de 2022 o Boca Juniors anunciou a contratação de Romero.
Romero defendeu seis cobranças de penaltis até as semifinais da Libertadores, sendo duas em cada fase: Ignacio Ramírez, Daniel Bocanegra do Nacional, Gonzalo Piovi, Leonardo Sigali do Racing Club e de  Raphael Veiga e Gustavo Gómez do Palmeiras.

## Seleção Nacional
Estreou pela Seleção Argentina principal no dia 10 de setembro de 2009, contra o Paraguai, em partida válida pelas Eliminatórias da Copa do Mundo FIFA de 2010. Desde então, tornou-se titular da equipe em todas as competições seguintes: Copas do Mundo de 2010 e 2014, Copas América de 2011 e 2015. Estava relacionado para a disputa da Copa do Mundo FIFA de 2018, mas sofreu uma lesão no joelho direito e foi cortado.

## Títulos
AZ Alkmaar
- Campeonato Holandês: 2008–09
- Supercopa dos Países Baixos: 2009

Manchester United
- Copa da Inglaterra: 2015–16[14]
- Supercopa da Inglaterra: 2016
- Copa da Liga Inglesa: 2016–17
- Liga Europa da UEFA: 2016–17

Boca Juniors
- Supercopa Argentina: 2022
- Campeonato Argentino de Futebol: 2022

Seleção Argentina
- Campeonato Mundial Sub-20: 2007
- Jogos Olímpicos: 2008

### Prêmios individuais
- Melhor Goleiro da Copa Libertadores da América: 2023[15]
- Equipe Ideal da América (El País): 2023